# 安卓：黑色迷宮
《安卓：黑色迷宮》（英語：Andron，又名）是一部2015年的科幻動作電影，由義大利導演法蘭西斯科·新科馬尼執導的電影。

## 故事大綱
- 看不懂是正常的*一群人被困在黑暗封閉的迷宮裡，他們必須想辦法在迷宮中找出生路，而有什麼人正監視著他們…[4]

## 劇情
〈前段待補〉
機關突然啟動把眾人隔開，而正當他們爬向另外一個房間時，機關二次啟動，因為牆壁突然靠攏，殿後的Luc(（喬·可塔迦納飾演）因此死亡。
他們發現身上有類似的紋身。
〈中段待補〉
原來他們全部都是奴隸。
〈後段待補〉
結尾，遊戲並沒有結束，而是歡迎倖存者來到“第二關”。

## 演員
- 里奥·霍华德 飾 Alexander
- 葛爾·哈羅德 飾 Julian（掛名為Gale Morgan Harold III）
- 米歇爾·雷恩 飾 Elanor
- 安東尼婭·坎貝爾-休斯 飾 Valerie
- Skin 飾 Anita
- 丹尼·葛洛佛[5]飾 Chancellor Gordon
- 亞歷·鮑德溫 飾 Adam